# Zwarte cubatroepiaal
De zwarte cubatroepiaal (Ptiloxena atroviolacea) is een zangvogel uit de familie
Icteridae (troepialen).

## Verspreiding en leefgebied
Deze soort is endemisch in Cuba.